# Chaetonotus retiformis
Chaetonotus retiformis is een buikharige uit de familie Chaetonotidae. De wetenschappelijke naam van de soort werd in 2011 voor het eerst geldig gepubliceerd door Suzuki en Furuya. De soort wordt in het ondergeslacht Chaetonotus geplaatst.